# Pico La Media Legua
El Topo La Media Legua es una formación de montaña ubicada en el extremo oeste del estado La Guaira, Venezuela. A una altitud promedio entre 1921 m s. n. m. y 1994 m s. n. m. el Topo La Media Legua es uno de los puntos más elevados del parque nacional Macarao y una de las montañas más altas en La Guaira. 

## Acceso
La arista del Topo La Media Legua se continúa con el Topo Boquerón hacia el oeste, sobre el cual se asienta la comunidad rural de «Las Lapas». Se llega por un camino que parte de la carretera Carayaca-El Junquito. Se llega también por el sur subiendo por la Carretera Junquito-Colonia Tovar a nivel de Geremba y pasando Las Lapas hacia el este.